# Karl Zimmer
Karl Zimmer (28. srpna 1817 Bochov – 18. července 1891 Überlingen) byl český a rakouský lékař a politik německé národnosti, během revolučního roku 1848 radikálně demokratický poslanec rakouského Říšského sněmu a celoněmeckého Frankfurtského parlamentu, později pro své politické aktivity vězněný.

## Biografie
Narodil se v západočeském Bochově. Vystudoval lékařskou fakultu Karlo-Ferdinandovy univerzity v Praze.
Během revolučního roku 1848 se zapojil do politického dění. Ve volbách roku 1848 byl zvolen na rakouský ústavodárný Říšský sněm. Zastupoval volební obvod Děčín. Uvádí se jako doktor medicíny. Patřil ke sněmovní levici.
Patřil mezi radikální demokratické politiky. Zasedal na sněmovní levici vedle poslanců Adolfa Fischhofa a Josefa Latzela. Byl spolu s Aloisem Pražákem zapisovatelem sněmovního školského výboru. Účastnil se říjnové revoluce ve Vídni roku 1848, kdy po zavraždění ministra Latoura promluvil k poslancům a odmítal, aby z parlamentu byli vykázani ozbrojení revolucionáři. V téže době zasedal i v celoněmeckém Frankfurtském parlamentu, ale koncem 19. století vydaný Biographisches Lexikon des Kaiserthums Oesterreich uvádí, že ve Frankfurtu se jako poslanec nijak významně neprojevil. V roce 1849 zasedal i ve zbytkovém německém parlamentu (Rumpfparlament) ve Stuttgartu.
Po porážce revoluce emigroval z Rakouska. Uchýlil se do Drážďan a pak do Berlína. Zde byl na základě udání jednoho z bývalých kolegů z Říšského sněmu (Ebeling uvádí, že mělo jít o Františka Augusta Braunera) v březnu 1850 zatčen pruskými úřady a vydán do Rakouska. Zde po tříletém vyšetřování byl odsouzen k trestu smrti, později zmírněnému na patnáctiletý žalář. Po několika letech byl propuštěn na amnestii. Celkem byl vězněn sedm let.
V roce 1858 se usídlil v Karlových Varech. Otevřel si zde ordinaci. Objevil pohybovou metodu coby jeden ze způsobů léčení cukrovky.
Zemřel v červenci 1891 v bádenském Überlingenu, kde žil po několik let v ústraní od veřejného života.